# Guerstling
Guerstling település Franciaországban, Moselle megyében. Lakosainak száma 367 fő (2022. január 1.). Guerstling Bouzonville, Filstroff, Heining-lès-Bouzonville és Neunkirchen-lès-Bouzonville községekkel határos.

## Népesség
A település népességének változása:
| Lakosok száma | 361  | 326  | 303  | 358  | 423  | 417  | 415  | 395  | 385  | 367  |
|               | 1968 | 1982 | 1990 | 2006 | 2013 | 2015 | 2017 | 2019 | 2020 | 2022 |